# Malo Crniće
Malo Crniće (em cirílico:Мало Црниће) é uma vila e um município da Sérvia localizada no distrito de Braničevo, na região de Stig. A sua população era de 882 habitantes segundo o censo de 2002.

## Demografia
| 1948  | 1953  | 1961  | 1971  | 1981  | 1991  | 2002 |
| ----- | ----- | ----- | ----- | ----- | ----- | ---- |
| 1 258 | 1 354 | 1 412 | 1 307 | 1 225 | 1 113 | 882  |